# Dave Cowens
David William „Dave“ Cowens (* 25. Oktober 1948 in Newport, Kentucky), Spitzname Big Red, ist ein ehemaliger US-amerikanischer Basketballspieler. Zwischen 1970 und 1980 spielte er in der NBA für die Boston Celtics. In der Saison 1982/83 lief er noch einmal in 40 Spielen für die Milwaukee Bucks auf.

## Laufbahn
Cowens wurde 1971 zum Rookie of the Year gewählt und in das NBA All-Rookie Team berufen. Er wurde während seiner Karriere insgesamt sieben Mal für das NBA All-Star Game nominiert. 1973 wurde Dave Cowens zum MVP der Regular Season gewählt. Er war nach Bob Cousy und Bill Russell der dritte Spieler der Celtics, der diese Auszeichnung gewann. Im selben Jahr wurde er auch zum MVP des All-Star Games gewählt. 1976 wurde Cowens in das All-Defensive First Team berufen. Zusammen mit John Havlicek und Jo Jo White war er der wichtigste Spieler der Celtics in den 1970er Jahren. Mit seinem Team gewann Cowens 1974 und 1976 die Meisterschaft.
Auch als Coach betätigte sich Cowens; erst als Spielertrainer für die Celtics (1978–1979), dann als Cheftrainer für die Bay City Bombardiers aus der CBA (1984–1985), als Assistenztrainer bei den San Antonio Spurs (1994–1996) und wieder als Cheftrainer, diesmal für die Charlotte Hornets (1996–1999).
Am 27. Mai 2005 wurde Cowens zum Cheftrainer und General Manager der Chicago Sky in der WNBA ernannt. Er war zugleich auch der erste Trainer der Franchisegeschichte. Jedoch verließ er bereits nach der Saison 2006 die Organisation, um dem Trainerstab der Detroit Pistons beizutreten, wo er bis 2009 als Assistenztrainer tätig war.
1991 wurde Cowens in die Naismith Memorial Basketball Hall of Fame aufgenommen.